# Гурьев, Сергей Викторович
Сергей Викторович Гурьев (род. 23 мая 1950 года) — советский и российский художник, член-корреспондент РАХ (2021).

## Биография
Родился 23 мая 1950 года, живёт и работает в Красноярске.
В 1969 году — окончил театрально-декорационное отделение Красноярского художественного училища имени В. И. Сурикова.
В 1974 году — окончил Дальневосточный педагогический институт искусств по специальности «Живопись», руководитель — К. И. Шебеко.
С 1989 года — член Союза художников СССР, Союза художников России.
С 1974 по 2017 годы — преподаватель, с 1986 по 2017 годы — директор Красноярского художественного училища имени В. И. Сурикова.
С 2018 года — доцент кафедры «Живопись», руководитель творческой мастерской живописи Сибирского государственного института искусств имени Дмитрия Хворостовского.
В 2021 году — избран членом-корреспондентом Российской академии художеств от Отделения Урала, Сибири, Дальнего Востока.

## Творческая деятельность
Основные произведения
- Портрет художника Ю. Ступакова (1987, холст, масло, 75х100);
- Портрет Прасковьи Федоровны Суриковой (2007, холст, масло, 170,5х150);
- Сад (2012, холст, масло, 135х125);
- Калина (2012, холст, масло, 120х130);
- Катя (2013, холст, масло, 111х108);
- Флора (2014, холст, масло, 100х80);
- Весна. 9 мая (2015, холст, масло, 110х230);
- Портрет Ю.Юшковой (2020, холст, масло, 120х120);
- Качели (2020, холст, масло, 126х135);
- Сказки лета (2020, холст, масло, 126х135).

Участник городских, краевых, всероссийских и международных выставок с 1974 года.
Основные персональные выставки: Красноярск (2004—2005), залы Регионального отделения УСДВ РАХ в Красноярске (2010), города Красноярского края (2014), «Двое» в Музее изобразительных искусств Кузбасса (Кемерово, 2019), «Сергей и Лариса Гурьевы. Живопись» в залах Регионального отделения УСДВ РАХ в Красноярске (2021).

## Награды
- Заслуженный работник культуры Российской Федерации (1999)[1]
- Заслуженный деятель искусств Российской Федерации (2004)[2]

Общественные награды
- Благодарственное письмо администрации Красноярского края (2000, 2002, 2004);
- Диплом главы г. Красноярска (2003);
- Благодарственное письмо Законодательного собрания Красноярского края (2005);
- Почётная грамота Законодательного собрания Красноярского края (2006, 2010);
- Победитель краевого конкурса лучших творческих работников в номинации «За личный вклад в развитие культуры Красноярского края» (2007);
- Почётная грамота Главы города Красноярска (2008);
- Почётная грамота администрации Свердловского района города Красноярска (2008, 2012);
- Благодарность Министра культуры и массовых коммуникаций Российской Федерации (2008);
- Благодарность Губернатора Красноярского края (2009);
- Почётная грамота Министерства культуры Российской Федерации (2010);
- Почётная грамота Красноярского городского совета депутатов (2010);
- Почётная грамота администрации Свердловского района в г. Красноярске (2010);
- Благодарственное письмо главного управления культуры города Красноярска (2010);
- Благодарственное письмо Законодательного Собрания Красноярского края (2010);
- серебряная медаль Всероссийской творческой общественной организации «Союз художников России» (2015);
- Почётная грамота министерства культуры Красноярского края (2013, 2016).

Награды РАХ
- Благодарность РАХ (2008, 2010, 2013)